# Felicia Țilea-Moldovan
Felicia Țilea-Moldovan (geb. Țilea; * 29. September 1967 in Măgura Ilvei, Kreis Bistrița-Năsăud; † 3. März 2025 in Pontevedra) war eine rumänische Leichtathletin.
Bei den Europameisterschaften 1990 in Split wurde sie des Dopings überführt und gesperrt. Ihr erster bedeutender internationaler Erfolg war der Gewinn der Bronzemedaille im Speerwurf hinter Trine Hattestad und Karen Forkel bei den Europameisterschaften 1994 in Helsinki. Bei den Weltmeisterschaften 1995 in Göteborg gewann Țilea dann die Silbermedaille hinter Natallja Schykalenka und vor Mikaela Ingberg. Im selben Jahr siegte sie bei der Universiade in Fukuoka.
Țilea-Moldovan nahm von 1996 bis 2008 an vier Olympischen Spielen teil: 1996 in Atlanta wurde sie Zehnte, 2000 in Sydney schied sie in der Qualifikation aus, 2004 in Athen wurde sie Elfte und 2008 in Peking Zwölfte.
Insgesamt wurde sie siebenmal rumänische Meisterin. Felicia Țilea-Moldovan war 1,67 m groß und hatte ein Wettkampfgewicht von 74 kg. Sie startete für die Leichtathletikabteilung von Steaua Bukarest. Nach dem Ende ihrer Karriere ließ sie sich in Pontevedra nieder, wo sie als Trainerin arbeitete. Am 3. März 2025 starb sie in Galicien, nachdem sie vier Jahre davor an Bauchspeicheldrüsenkrebs erkrankt war.

## Bestleistungen
- Speerwurf: 63,89 m, 16. August 2002, Zürich
  - alte Bauart: 69,26 m, 28. Juni 1996, Bergen